# Nikolai Melnitsky
Nikolai Mikhaylovitj Melnitsky  (ryska: Николай Михайлович Мельницкий), född 26 april 1887 i Kiev, Ukraina (då del av Ryska imperiet), död 7 november 1965 i Paris, var med i det ryska laget som vann 30 meter militärpistol vid OS 1912, vilket var den första OS-medalj vunnet av en ukrainare.